# Spermathèque

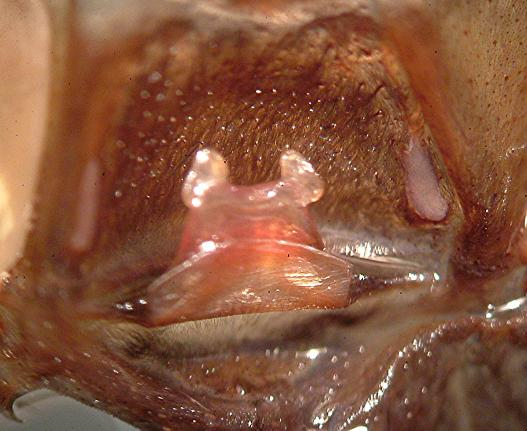
Spermathèque d'une mygale à genoux blancs.

La spermathèque, ou réceptacle séminal, est un organe féminin de stockage des spermatozoïdes de certains insectes, mollusques et autres invertébrés, comme les araignées. Chez les vertébrés, on peut citer les amphibiens urodèles. Cet organe permet à la femelle de contrôler l'utilisation des spermatozoïdes qui y sont contenus ; elle est ainsi capable de fertiliser ses ovocytes longtemps après l'accouplement, parfois plusieurs années. La spermathèque possède une fonction nourricière assurant la survie des spermatozoïdes, qui peuvent provenir de plusieurs mâles différents. 
L'aspect et la localisation de la spermathèque varie selon l'espèce considérée. Elle est localisée non loin du vagin. Elle communique avec l'oviducte grâce à un canal. La spermathèque sécrète une hormone qui « attire » les spermatozoïdes, qui s'y accumulent.

## Poche copulatrice d'Audouin
Chez les abeilles, l'apiculteur est capable de déterminer si une reine s'est accouplée ou non par l'examen de sa spermathèque, appelée dans ce cas poche copulatrice d'Audouin, du nom du naturaliste français Victor Audouin. Pour cette espèce, la reine peut contrôler la fécondation des ovocytes pondus par des sphincters contrôlant l'éjection du sperme : fécondés, ils donneront des femelles, non fécondés, des mâles.

## Spermathèque des AmphibiensUrodèles
Chez les Salamandridés (tritons, salamandres), le rapprochement des couples fait l'objet d'une parade nuptiale, à terre ou dans l'eau. Le mâle émet par son cloaque, une petite masse gélatineuse, le spermatophore, surmontée d'une capsule de sperme. Cette capsule est rapidement capturée par le cloaque de la femelle et les spermatozoïdes stockés dans les glandes dorso-pelviennes de ce cloaque, qui constituent la spermathèque ou réceptacle séminal. La fécondation des ovocytes ne suit pas immédiatement ; celle-ci peut être différée et étalée dans le temps.
Chez les Tritons, ovipares, la ponte s'étale sur quelques jours ou quelques semaines et les ovocytes sont fécondés lors de leur passage par le cloaque.
Chez la Salamandre tachetée, ovovivipare, on sait qu'une femelle peut donner naissance à plusieurs portées, jusqu'à deux ans et demi après son dernier accouplement. Les spermatozoïdes sont ancrés plus ou moins profondément dans les cellules épithéliales des glandes de la spermathèque. Des expériences in vitro montrent que la présence de ces glandes dans le milieu de culture favorise la conservation des spermatozoïdes.
Au moment de l'ovulation, on retrouve des spermatozoïdes ayant quitté la spermathèque dans la lumière et les replis de l'oviducte. Les œufs fécondés se développent ensuite dans la partie terminale de l'oviducte ("utérus") jusqu'à la mise-bas.